# Dagus wirthi
Dagus wirthi är en tvåvingeart som beskrevs av Wayne N. Mathis 1983. Dagus wirthi ingår i släktet Dagus och familjen vattenflugor. Inga underarter finns listade i Catalogue of Life.